# Cuchara china

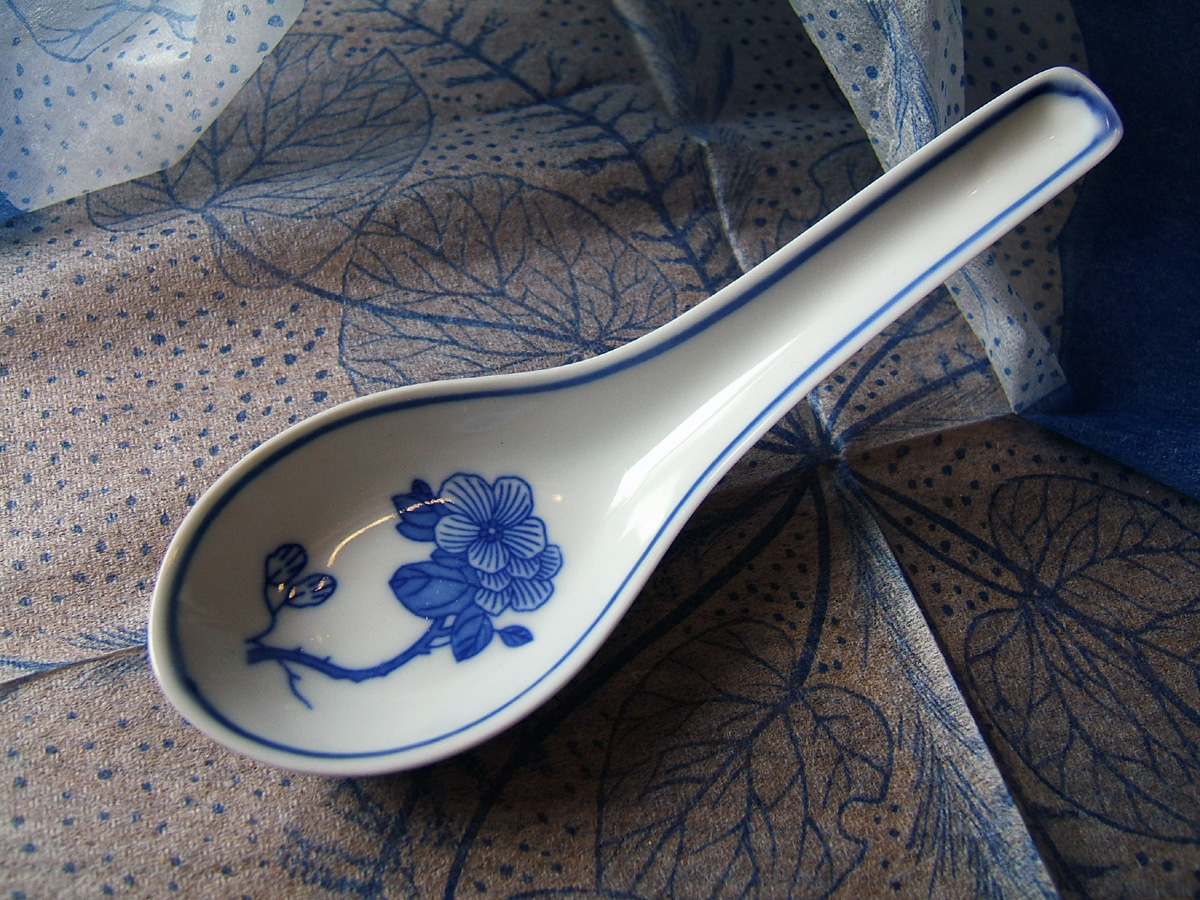
Cuchara china de porcelana.

La cuchara china o tiáogēng (调羹) es un tipo de cuchara con un mango corto y grueso que se extiende desde un cuenco aplanado y profundo. Se trata de un cubierto habitual en la cocina china que se usa para líquidos, especialmente sopas o alimentos sólidos sueltos. Tradicionalmente se elaboran en cerámica. Aunque normalmente se usa como cubierto para comer, las versiones más grandes, como cucharones, también se usan para servir. Muchas pueden apilarse una encima de otra para su almacenamiento.
Las cucharas se usaron ya en la dinastía Shang durante el segundo milenio antes de Cristo, tanto como utensilio de cocina como para comer, y eran más comunes que los palillos hasta quizás el siglo X d. C.
Las cucharas chinas suelen tener bordes más altos y pueden contener más que la cuchara occidental. Estas cucharas se usan en muchos lugares de Asia.

## Historia
La cuchara (匕, bì) se conocía ya en la dinastía Shang. Las primeras encontradas están hechas de hueso, pero también se encontraron especímenes de bronce que tienen bordes afilados, lo que sugiere que se usaron para cortar. Estas podrían tener más de treinta cm de largo. Durante el Período de Primaveras y Otoños apareció una forma más redonda, y también se encuentran cucharas de laca, que se hicieron populares en la dinastía Han.
En la antigua China, la cuchara era más común que los palillos, que se usaban en la cocina. La cuchara era más útil como cubierto para comer porque el  cereal alimenticio más común en el norte de China era el mijo, que se consumía en forma de congee o gachas. La cuchara estaba mejor diseñada para comer su textura espesa de una manera elegante.
La cuchara empezó a ser socavada gradualmente como el utensilio para comer más común a partir de los Han, aproximadamente en el siglo I d. C., cuando el trigo comenzó a cultivarse más ampliamente. La tecnología de la molienda se volvió lo suficientemente sofisticada como para producir harina para fideos y wantáns. Dado que estos nuevos alimentos se levantaban más fácilmente con los palillos, la cuchara perdió prominencia durante la dinastía Song, desde el siglo X. El arroz de maduración temprana, que se introdujo desde Vietnam en este momento, era aún más fácil de comer con palillos, ya que se cocina amontonado en bolas gomosas.
Las primeras brújulas se crearon en China durante el período Han o poco después, utilizando una piedra imantada en forma de cuchara que giraba sobre una placa de bronce (véase imagen a continuación).
En el sistema de clasificación utilizado en el Diccionario de Kangxi, compilado en el siglo XVIII, el radical 21 (clasificador #21) es «cuchara».

## Galería

### Cucharas chinas históricas

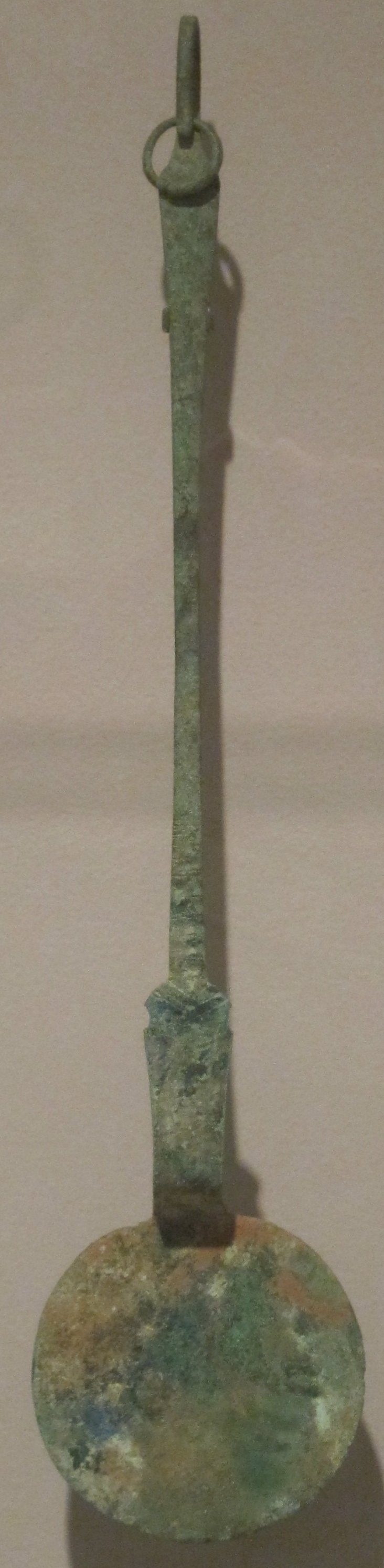
Cuchara plana, dinastía Han (Museo de Arte de Honolulu).
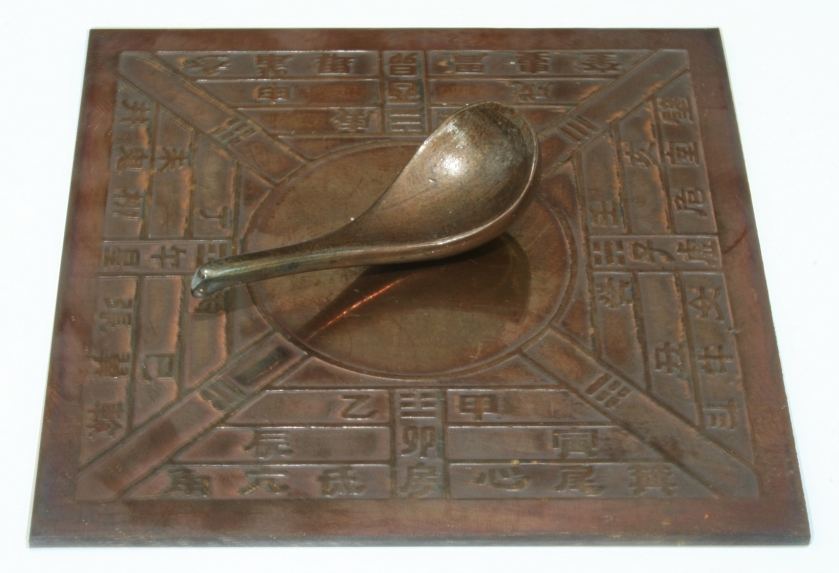
Brújula cuchara, dinastía Han.
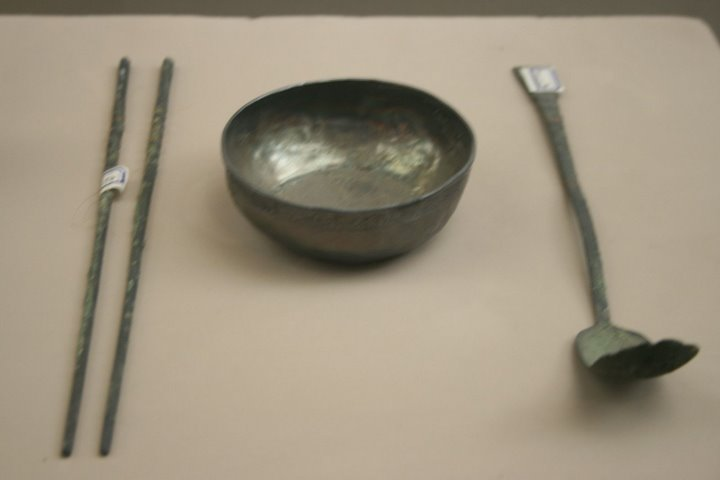
Palillos, taza y cuchara de plata de la dinastía Song.

### Cucharas chinas modernas

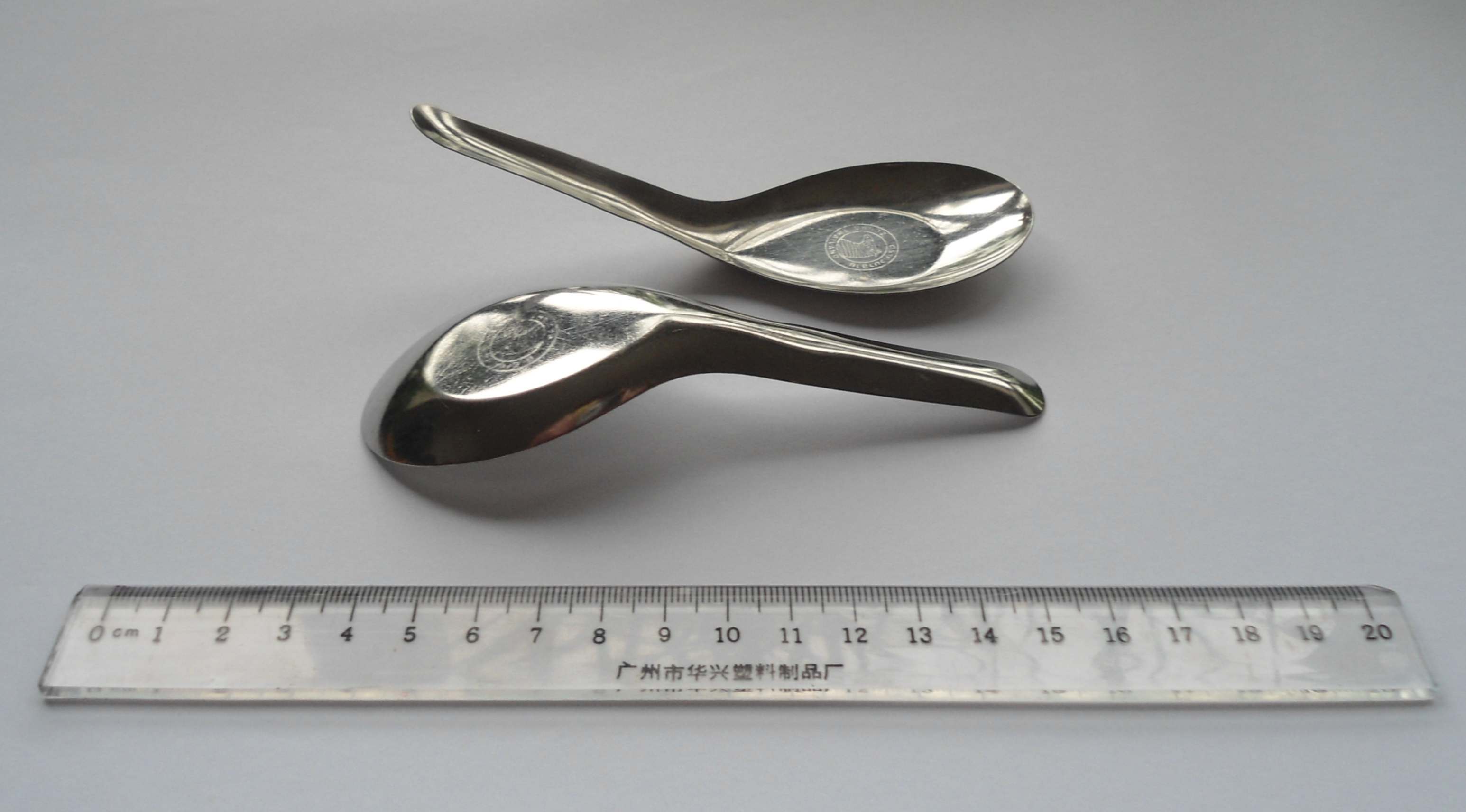
Cucharas chinas de metal.
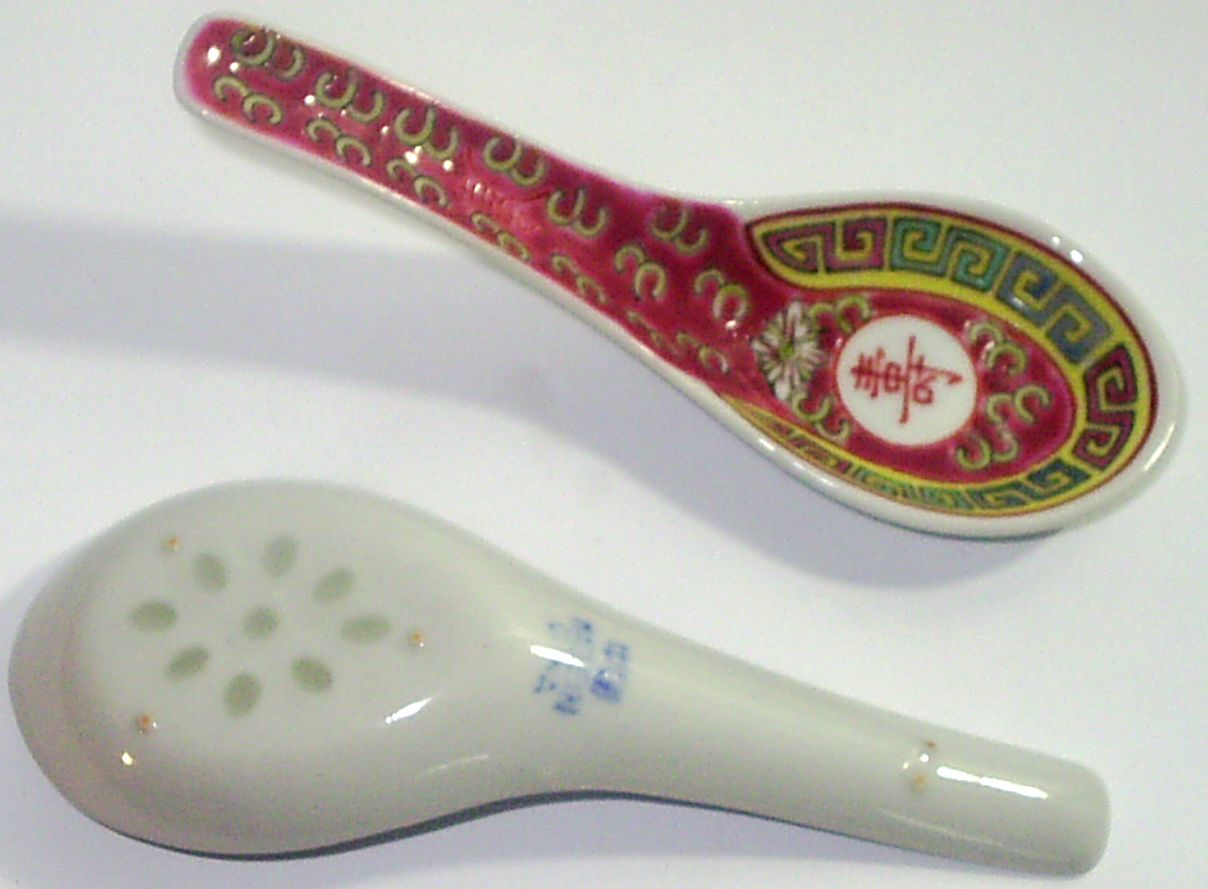
Cucharas chinas de porcelana.
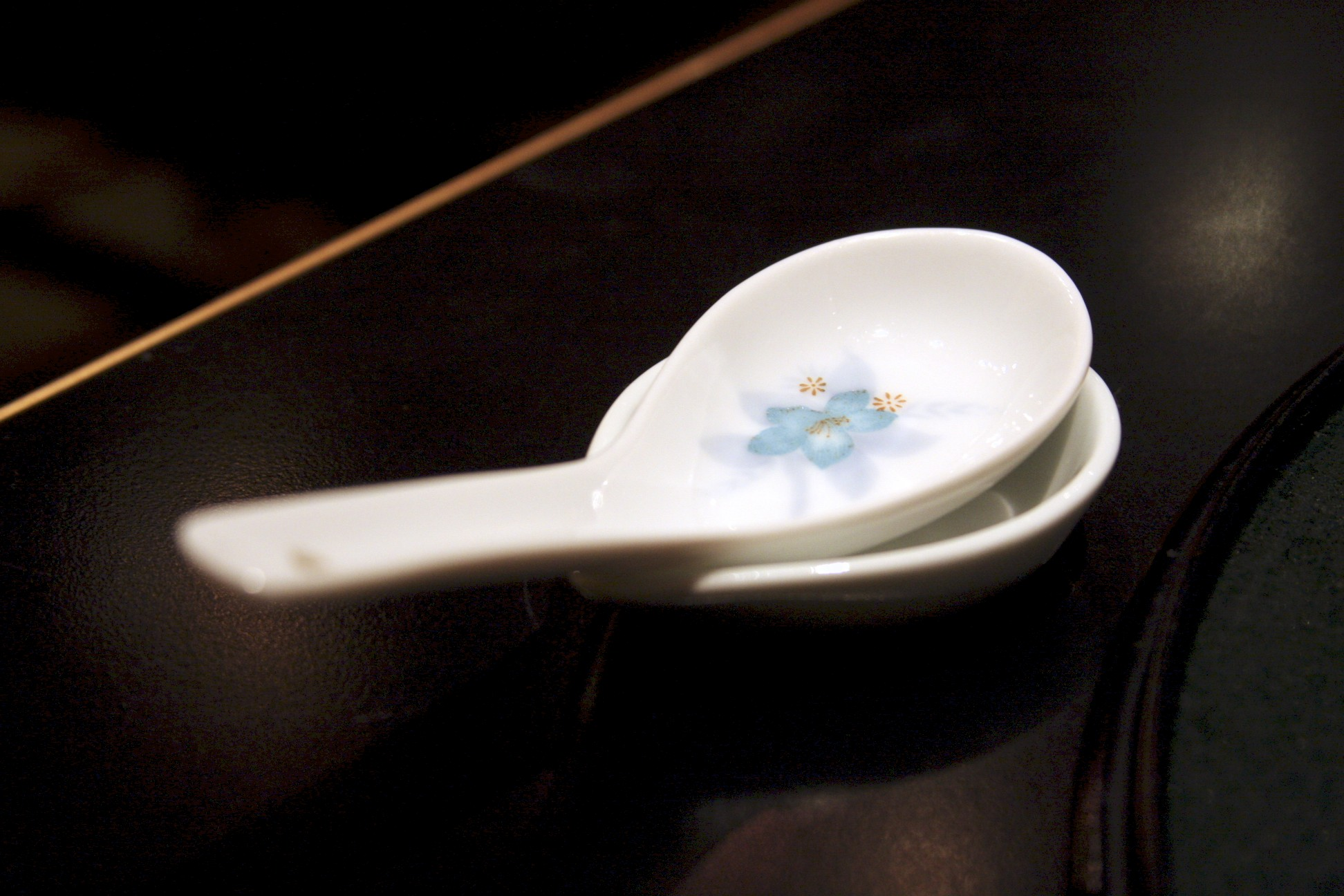
Cuchara china en un reposacucharas.